# Felsőhatárszeg
Felsőhatárszeg (ukránul: Верхня Ростока) Alsóhatárszeghez tartozó egykori település Ukrajnában, Kárpátalján, a Munkácsi járásban.

## Fekvése
A Kárpátok gerince alatt, Alsóhatárszeg központjától északra található.

## Története
A trianoni békeszerződés előtt Bereg vármegye Alsóvereckei járásához tartozott.
1910-ben 320 ruszin görögkatolikus lakosa volt.